# Monte Nero (canto degli alpini)
Monte Nero è un canto degli Alpini.

## Occasione della composizione

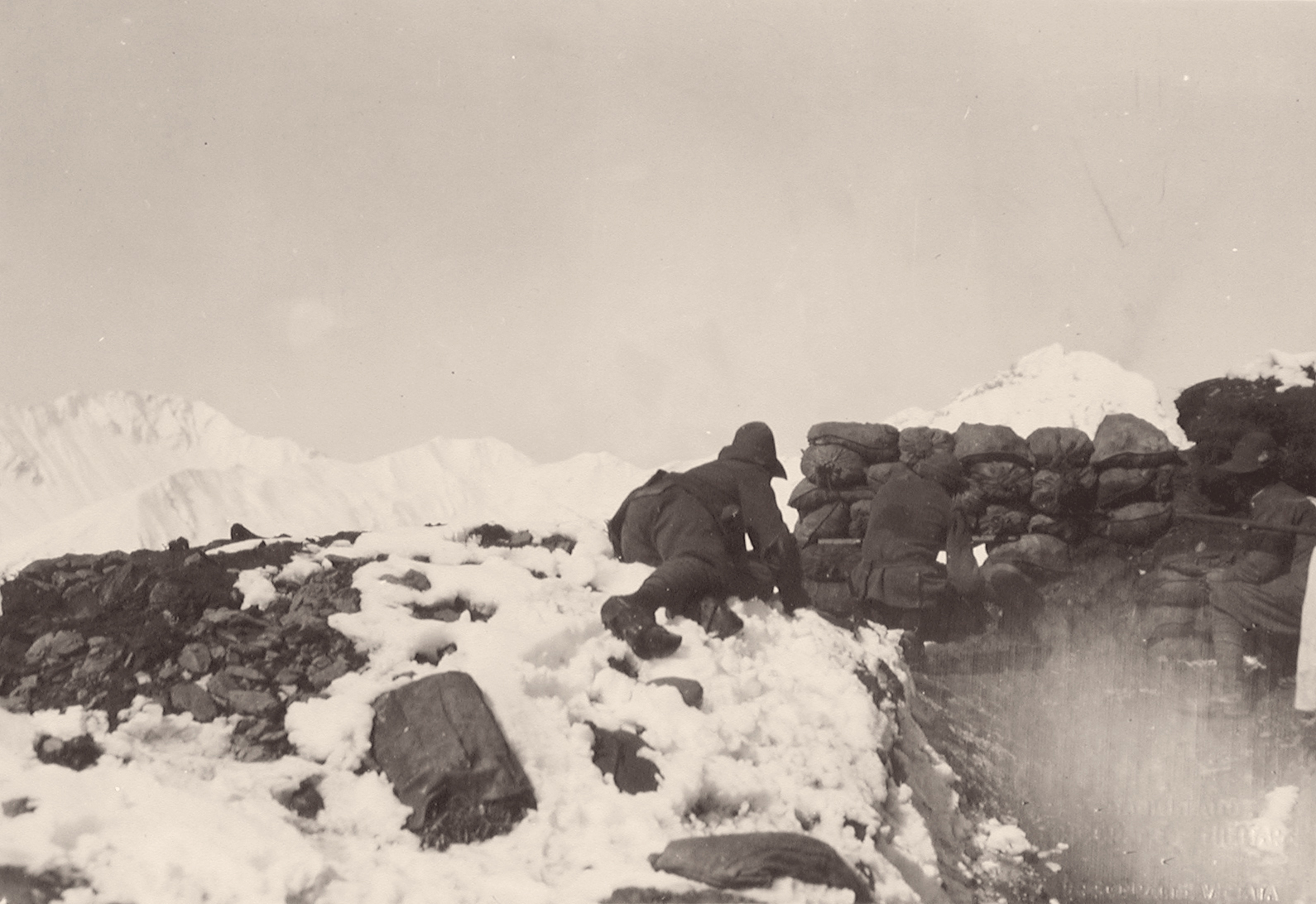
Prima Guerra Mondiale: Alpini in cima al Monte Nero

Il 16 giugno 1915, durante la prima guerra mondiale, i battaglioni Exilles, Pinerolo, Susa e Fenestrelle del 3º Reggimento Alpini comandato dal colonnello Donato Etna, con un'azione notturna occuparono la cima del Monte Nero, nelle alpi Giulie. L'impresa, che fu citata dalla stampa internazionale come esempio di brillante azione bellica, ebbe però un costo assai elevato in termini di vite umane; questo canto pare sia stato scritto e musicato dagli stessi alpini superstiti, tra cui Giuseppe Malandrino, nato a Rivoli.

## Testo
Spunta l'alba del quindici giugno

comincia il fuoco l'artiglieria

Il Terzo Alpini è sulla via

Monte Nero a conquistar
Monte Nero monte rosso

traditor della vita mia

ho lasciato la mamma mia

per venirti a conquistar
Per venirti a conquistare

ho perduto tanti compagni

tutti giovani sui vent'anni

la lor vita non torna più
Colonnello che piangeva

a veder tanto macello

fatti coraggio Alpino bello

che l'onore sarà per te
Arrivati a trenta metri

dal costone trincerato

con assalto disperato

il nemico fu prigionier
Ma Francesco l'Imperatore

sugli Alpini mise la taglia

egli premia con la medaglia

e trecento corone d'or
Chi gli porta un prigioniero

di quest'arma valorosa

che con forza baldanzosa

fa sgomenti i suoi soldà
Ma l'alpino non è un vile

tal da darsi prigioniero

preferisce di morire

che di darsi allo stranier
O Italia vai gloriosa

di quest'arma valorosa

che combatte senza posa

per la gloria e la libertà
Bella Italia devi esser fiera

dei tuoi baldi e fieri Alpini

che ti dànno i tuoi confini

ricacciando lo stranier